# جاك فوستر (صحفي)
جاك فوستر (بالإنجليزية: Jack Foster)‏ هو صحفي أمريكي، ولد في 1906، وتوفي في 1978.